# バーナード・フィッツアラン＝ハワード (第16代ノーフォーク公)
第16代ノーフォーク公爵バーナード・マーマデューク・フィッツアラン＝ハワード（英: Bernard Marmaduke Fitzalan-Howard, 16th Duke of Norfolk, KG, GCVO, GBE, TD, PC、1908年5月30日 - 1975年1月31日）は、イギリスの貴族、地主、政治家。
爵位を継承する1917年までアランデル・サリー伯爵（Earl of Arundel and Surrey）の儀礼称号を使用した。

## 経歴
1908年5月30日、第15代ノーフォーク公爵ヘンリー・フィッツアラン＝ハワードとその妻第12代テレグレスのヘリーズ卿グウェンドリンの間の嫡男として生まれる（異母兄がいるが、バーナードが誕生した時にはすでに死去していた）。
1917年2月11日に父が死去したため、9歳にして第16代ノーフォーク公爵位とノーフォーク公爵家の世襲職軍務伯を継承した。成長するまで叔父にあたる初代ダーウェントのフィッツアラン子爵エドムンド・フィッツアラン＝ハワードが後見役となり、徹底した帝王教育を施された結果、貴族というよりも「アランデル王国国王」とも言うべき存在に成長した。領民たちからも絶大な崇拝を受け、彼の1929年の成人式や1937年の結婚式は国王のそれに匹敵するほどの規模で行われた。
1945年8月には母からスコットランド貴族爵位テレグレスのヘリーズ卿の爵位を継承した。
軍務伯（紋章院総裁）として皇太子エドワード（エドワード8世）のプリンス・オブ・ウェールズ叙位式、ジョージ5世の大葬などの王室儀式を取り仕切った。これに自信を得た公爵は、ジョージ6世の戴冠式では公爵家や紋章院に残る古文書を徹底的に調べつくして、式次第のうちこれまで不明瞭だった部分を定めていった。この時に彼が制定した式次第は次代のエリザベス2世戴冠式にも継承された。しかし公爵は仕切り屋すぎて宮内官からは嫌われていたという。
彼の代から財産税・相続税攻勢で家計が苦しくなり始めた。公爵位を継承した1917年に5万エーカーあった所有地は、1966年までに1万5000エーカーに激減している。1937年にはロンドン・セント・ジェイムズ・スクエアにあったノーフォーク・ハウスを売却した（後に取り壊される）。またアランデル城を出て、同城を一般公開し、観光客から見物料を徴収するようにした。
1975年1月30日に死去。男子がなかったため、ノーフォーク公爵位をはじめとする男系男子のみ継承可能な爵位は分家の第4代グロソップのハワード男爵マイルス・フィッツアラン＝ハワードが継承した。女系継承が可能なスコットランド貴族爵位テレグレスのヘリーズ卿のみ長女アンが継承した。
これに先立つ1956年に公爵は男子限嗣相続を法律的に破棄しており、公爵家の財産の一部を娘たちに残した。またマイルスの承諾を得てアランデル城を独立トラストとした。

## 栄典

### 爵位
1917年2月11日に死去した父ヘンリー・フィッツアラン＝ハワードから以下の爵位を継承した。
- 第16代ノーフォーク公爵 (16th Duke of Norfolk)
(1483年6月28日の勅許状によるイングランド貴族爵位)
- 第34代アランデル伯爵 (34th Earl of Arundel)
(1138年頃創設のイングランド貴族爵位)
- 第17代サリー伯爵 (17th Earl of Surrey)
(1483年6月28日の勅許状によるイングランド貴族爵位)
- 第14代ノーフォーク伯爵 (14th Earl of Norfolk)
(1644年6月6日の勅許状によるイングランド貴族爵位)
- 第24代マルトレイヴァース男爵 (24th Baron Maltravers)
(1330年6月5日の議会招集令状（英語版）によるイングランド貴族爵位)
- 第14代フィッツアラン＝クラン＝オズワルデスタ男爵 (14th Baron FitzAlan, Clun and Oswaldestre)
(1627年の議会法によるイングランド貴族爵位)

1945年8月28日に死去した母グウェンドリン・フィッツアラン＝ハワードから以下の爵位を継承した。
- 第13代テレグレスのヘリーズ卿（英語版） (13th Lord Herries of Terregles)
(1490年2月3日の勅許状によるスコットランド貴族爵位)

### 勲章
- 1937年、ガーター勲章ナイト（KG）
- 1946年、ロイヤル・ヴィクトリア勲章ナイト・グランド・クロス（GCVO）
- 1968年、大英帝国勲章ナイト・グランド・クロス（GBE）
- 1969年、国防義勇軍勲章（英語版）（TD）

### その他名誉職
- 1936年、枢密顧問官（PC）
- 1949年-1974年、サセックス統監（英語版）
- 1974年-1975年、ウェスト・サセックス統監

## 家族
1937年にラヴィニア・ストラット（第3代ベルパー男爵アルジャーノン・ストラットの娘）と結婚し、彼女との間に以下の4女を儲けた。
- 長女、第14代テレグレスのヘリーズ女卿（英語版）アン・エリザベス（英語版）（1938-2014） ： クリケット選手コリン・カードレイ（英語版）と結婚。
- 次女、第15代テレグレスのヘリーズ女卿（英語版）メアリー・キャサリン（英語版）（1940-2017） ：
- 三女、サラ・マーガレット嬢（1941-2015） ： サッカー選手ナイジェル・クルトン（英語版）と結婚。
- 四女、第16代テレグレスのヘリーズ女卿（英語版）テレサ・ジェーン（1945-）： 第13代ロジアン侯爵マイケル・カー（英語版）と結婚。

## 競馬
ノーフォーク公爵はエリザベス2世の代理人としてアスコットにおける女王陛下名代(Her Majesty's Representative at Ascot、アスコット競馬場における開催責任者)を務めた。アスコット競馬場では、ノーフォーク公爵を記念して、ロイヤルアスコット開催の名物競走のひとつである「ニューステークス」を「ノーフォークステークス」と改称した。この競走はかつてイギリスの歴史的名馬を何頭も輩出しており、2014年現在はG2レースとして行われている。